# داء الأميبات
مرض الأميبا أو دوسنتاريا أميبية (بالإنجليزية:  Amoebiasis)‏ والمعروف عند العوام باسم الزنطارية تسببه طفيلية المتحولة الحالة للنسج، تعيش إنتاميبا هستوليتيكا متطفلة في تجويف الأمعاء الغليظة للعائل وتتغذى على الغشاء المخاطي للأمعاء الغليظة وخلايا الدم الحمراء، وتفرز الانتاميبا أنزيمات تحلل الغشاء المخاطي للأمعاء الغليظة، وتتعمق داخل جدار الأمعاء فتتلف خلاياها وتكون قروحاً مؤلمة، وبذلك يحدث مرض الزحار حيث تتحوصل الانتاميبا داخل الأمعاء، وتصبح كبيرة الحجم يترواح قطرها من 30- 40 ميكرون وبداخل كل حوصلة أربع أنوية تتحول إلى أنتاميبات صغيرة وحويصلات الأنتاميبا التي تخرج مع براز الشخص المريض، وتنتقل إلى الطعام والشراب بواسطة الذباب والصراصير، وعندما يبتلعها شخص سليم تحدث العدوى وينتشر المرض.
صحيح أن هذا المرض غير معروف، لكن التقديرات تشير إلى أن نحو 1% من مجمل سكان العالم مصابون به حيث يسبب نحو 50,000 حالة وفاة سنويا حول العالم.
ما يسبب هذا المرض هو طفيليّ (Parasite) (أوَاليّ حيوانيّ Protozoa) يسمى أميبَة (Ameba)، موجود في كل مكان من العالم. لكن المرض ينتشر في الدول النامية التي لا تحرص على الفصل التام بين المياه العادمة (المجاري) ومصادر الغذاء والماء.

## تكوينها
تعيش الأميبة بشكلين اثنين: أُتروفَة (الطور النشيط من دورة حياة الحيوانات الأوالي - Trophozoite) الشكل الأول تكون فيه الأميبة قادرة على التحرك وعلى التكاثر، لكنها لا تنقل المرض. والشكل الآخر هو الكيسة (ذات الغشاء المغلق - Cyst) – شكل تكون فيه الأميبة غير متحركة، لكنها قادرة على تحمل الظروف الحياتية القاسية المحيطة بها، كحُموضة المعدة مثلا. في هذه الحالة تستطيع الأميبة العيش خارج الجسم، وهكذا تنتقل من شخص إلى آخر (العدوى).
لا يسبب انتقال عدوى الأميبة، عادة، أي مرض، ولا تصاحبه أية أعراض. لكن الأميبة يمكن أن تسبب مرض الزُّحار (Dysentery ـ إسهال حاد ودامٍ) لدى السيّاح الذين يزورون أماكن ينتشر فيها المرض، لدى الأشخاص ذوي جهاز المناعة الضعيف ولدى الرجال الذين يمارسون علاقات جنسية مثلية، بالإضافة إلى بعض الأمراض التي لا علاقة لها بالجهاز الهضمي، مثل أمراض الغشاء الرئوي، الكلى، الدماغ والجلد.

## آلية الإمراضية
تعد الأمعاء الغليظة موقعا رئيسا للإصابة بسبب بطئ حركة القولون مما يعطي فرصة للطفيلي لمهاجمة الطبقة المخاطية للأمعاء الغليضة. يحدث التأثير المرضي للطفيلي عند مهاجمته الطبقة المخاطية للقولون (الخلايا الطلائية العمودية في ثنايا ليبركان (Crypts of Liberkuhin) في القولون عند تماسه المباشر معها، حيث تلتصق الأميبا بالخلية وتقتلها وثم تحللها وتبدأ يتحطم الطبقة المخاطية للقولون في موقع الالتصاق. تسهم الجزئيات السطحية في خلايا الطور الخضري للأميبا في الارتباط مع بعض البروتينات السكرية (Glygoproteins) الموجودة في الطبقة المخاطية للقولون. بعد الالتصاق خترق الأطوار الخضرية للطفيلي الطبقة السطحية للغشاء المخاطي، وتتسهل عملية الاختراق بواسطة أنزيمات محللة تطلقها الأميبا، حيث الإصابة في نخر مساحة صغيرة ونتيجة الاختراق تنخر مساحة صغيرة قد يصل قطرها سنتمترا واحدا أو أكثر في الطبقة السطحية للغشاء المخاطي مسببة القرحة Ulcer التي تكون كأسية أو دورقية ذات حافات مرتفعة تحتوي في قعرها على الطور المغتذي وعلى خلايا متحللة، القرحة المتكونة إما أن تشفى ذاتياً أو يمتد التقرح في الإصابات المزمنة إلى الطبقة تحت المخاطية يصاحبها زيادة أعداد الأطوار الخضرية بالانشطار وتكون أشبه بالمستعمرات مما يسبب تجلط الأوعية الدموية وقد يسبب تحطم الأنسجة مسببة التنخر. تكون القرحة ذات شكل يشبه القدح وتسمى Flask shaped ulcers حيث يكون عنقها ضيق وقاعدتها عريضة. وتتميز القرح بالامتداد العرضي وليس العمودي وقد تصل أحيانا إلى الطبقة العضلية ومابعدها مسببة التهاب البريتون ونزف في الأوعية الدموية، على العموم فهذه الفرح تشفى بالعلاج ولكن قد تسبب أحيانا نمو ورم حبيبي في جدار الأمعاء في الحالات المزمنة. خلال مهاجمة الأمعاء بعض هذه الأميبات (الأطوار الخضرية) تمر عبر الوريد البوابي Portal vein إلى الكبد وتستقر هناك وتتكاثر وتبدأ بتحليل الخلايا هناك محدثة التهابات في أماكن استقرارها في جيبانيات الكبد التي تكون غالبًا في في الفص الأيمن من الكبد مسببة خراجات الكبد الزحارية Amoebic hepatitis ، وفي الحالات المتقدمة قد يصل الأمر أحيانا إلى تليف الكبد مما يضعف عمله ويظهر اليرقان.

## أعراضها
إذا ما ظهرت أعراض بعد الإصابة بعدوى الأميبة، فإن هذه الأعراض تختلف باختلاف جهاز الجسم الذي أصابته العدوى. فعند إصابة الأمعاء - في الحالة المسماة الزحار الأميبيّ (Amebic Dysentery) - تكون الأعراض على النحو التالي:
- إسهال شديد مصحوبا بآلام وحساسية في البطن تستمر لبضعة أسابيع.
- نزيف من فتحة الشرج، دون إسهال (هذا العَرَض منتشر لدى الأطفال بشكل خاص).
- انخفاض الوزن وفقدان الشهية.
- أعراض مشابهة لأعراض التهاب الصفاق (Peritonitis).
- ارتفاع درجة حرارة الجسم (يظهر لدى نحو 20% من المرضى).

أما عندما يتعرض الكبد للعدوى ويتكون فيه خُراج (Abscess)، تكون الأعراض أساسا:
- ارتفاع درجة حرارة الجسم.
- آلام في الجهة اليمنى العلوية من البطن، مصحوبة بحساسية في البطن تستمر أياما معدودة فقط.
- فقدان الشهية وانخفاض الوزن.

## أسباب وعوامل الخطر
تنتقل هذه الأميبة، أساسا، بالطريقة البرازية - الفمويّة، نتيجة حدوث اتصال بين مواد غذائية وبين البراز. كما يمكن انتقال الكيسات (Cysts) المُعْدِية من خلال اليدين الملوثتين اللتين لامستا البراز ولم يتم غسلهما قبل تناول الطعام. كذلك، يمكن أن يتم نقل العدوى من خلال العلاقة الجنسية، رغم إن هذا الاحتمال نادر الحدوث.
بعد انتقال العدوى، قد يحدث أحد هذين السيناريوهين:
1. غير المُمْرِض (دون التسبب بإصابة بالمرض - Nonpathogenic) - تتحول الكيسة إلى أُتروفَة في التجويف المعوي، تتغذى على بقايا الطعام والجراثيم دون أن تتغلغل في غشاء الأمعاء المخاطيّ فلا تسبب إصابة بمرض. ثم بعد عبورها في الأمعاء تعود إلى حالتها الكيسية وتخرج من الجسم مع الإفرازات.
2. المُمْرِض (التسبب بإصابة بالمرض -Pathogenic) - تخترق الأميبة غشاء الأمعاء المخاطي وتتسبب بقتل خلايا الأمعاء وخلايا جهاز المناعة الموجودة في جدار الأمعاء. هذا الوضع يؤدي إلى إسهال دامِ يسمى «الزُحار الأميبيّ». وفي الحالات الأكثر سوءاً، تتجاوز الأميبة الأمعاء وتخترق الدورة الدموية، فتسبب المرض لأعضاء أخرى في الجسم مثل الدماغ، الرئتين والكبد. في الأعضاء التي تصل إليها، تقوم الأميبة بتكوين خُراج (Abcess) ثم تتكاثر فيه، ومنه قد تنطلق فتسبب التلوث في أماكن أخرى من الجسم.[14]

## مضاعفاتها
إن الإصابة بمرض صعب قد تؤدي إلى موت الأمعاء الغليظة، إلى تضخّم القولون السُمِّيّ (Toxic megacolon) الذي يسبب آلاما حادة، بل قد يتفاقم إلى درجة إنتان الدم وتمزق الأمعاء. ومن التعقيدات الأخرى التي قد تنجم عن هذه الإصابة، نشوء نواسير (Fistulas) غير مرغوب فيها بين الجهاز الهضمي وأعضاء أخرى في البطن.

## التشخيص
يمكن تشخيص هذا الطفيليّ في عينة من البراز، بواسطة ميكروسكوب (مجهر)، أو في حال وجود خلايا دم بيضاء فيه (في البراز). ووفقا لتوصيات منظمة الصحة العالمية، فإن الفحص المفضل الموصى به في المناطق الموطونة (التي ينتشر فيها المرض -Endemic)، هو «طقم» خاص مُعَدّ لكشف بيوض الأميبة في البراز. كذلك، بالإمكان إجراء فحص زرع وتكاثر الخلايا المأخوذة من البراز، وبواسطة طقم خاص يمكن الكشف عن تكاثر ونمو هذا الطفيليّ في العينة.
وثمة فحوصات إضافية أخرى، أكثر تعقيدا، يمكن إجراؤها، مثل فحص وجود الأضداد (ضدّ – Antibody)، أو وجود المادة الوراثية للأميبة، في مصل الدم (Serum). هذه الفحوصات تتيح التشخيص بشكل أسرع، وبدقة وحساسية أكبر، إلا أنها غير متاحة، عادة، في الأماكن الموطونة.
وإضافة إلى هذه الفحوص كلها، هنالك شواهد مختلفة في فحوصات الدم لا تتعلق بالأميبة وحدها، لكن ظهورها بوجود شكوك طبية ملائمة قد يؤكد التشخيص.
من أجل تشخيص الخُراج في الكبد جراء الإصابة بالأميبة، هنالك حاجة لفحص تصوير، مثل التصوير فائق الصوت (أو: الموجات فوق السمعية - Ultrasound)، التصوير المقطعي المحوسب (CT-Computerized tomography) أو بعض الفحوص الباضِعَة (Invasive tests) التي يتم خلالها أخذ عينة من الخُراج.

## الحضانة
تمتد فترة الحضانة بين أسبوعين إلى أربعة أسابيع، ويكون هذا عادةً وفق الحالة المناعية للمريض، فكلما كانت مناعة المريض ضعيفة كانت الأعراض شديدة وسريعة الظهور.

## دورة حياته
يعيش في الأمعاء الغليظة للإنسان، وقد يغزو أحيانا الزائدة الدودية، وقد يوجد في الجزء الأخير من الأمعاء الدقيقة، أما التقرحات المعوية المتسببة عنه، فيمكن ملاحظتها في أي منطقة من الأمعاء الغليظة يتغذى على البكتيريا المعوية أو بعض الفضلات العضوية. ويتكاثر بالانقسام البسيط، ويهاجم الغشاء المخاطي للأمعاء الغليظة، وبعد بضعة أيام يتحول إلى الطور المتكيس. يتكون الكيس داخل أمعاء الإنسان، ولكنة يستطيع البقاء حيا خارج جسم الإنسان عندما يتم نضج الكيس، أي يصبح يحتوى على أربعة نوى، فإنه يكون جاهزا للعدوى. إذا ما تم أبتلاعه عن طريق الطعام أو الماء الملوث، ويمر الكيس بدون أن يطرأ علية أي تغيير في المعدة إلى أن يصل إلى الأمعاء، حيث يخرج متحول واحد رباعي النوى من خلال ثقب بالكيس تنقسم كل نواة مرة واحدة، ويتبع ذلك انقسام الخلية، وبذلك ينتج من كل كيس ثمانية متحولات صغيرة وحيدة النواة تنمو فيما بعد إلى أن تصل إلى الحجم الطبيعي ثم تتكاثر في الأمعاء الغليظة. نتيجة مهاجمة الطفيلي للغشاء المخاطي للأمعاء، تتسرب بعض الطفيليات من الأمعاء عن طريق الدم إلى الكبد والرئة وأعضاء أخرى. الطفيلي في الكبد يكون في مرحلة الطور النشط فقط، ولا يكون كيس هناك مما يؤدي إلى الإصابة بمرض ألتحوله الأميبية خارج الأمعاء.

## علاج الزحار الأميبي
لا حاجة إلى الاستشفاء (Hospitalization) عادة، إلا في الحالات التالية:
- التهاب القولون (Colitis) الحاد المصحوب بفقدان كميات كبيرة من السوائل، مما يستدعي التسريب (إعطاء سائل أو محلول في الوريد -Infusion).
- التهاب الصفاق (Peritonitis) جراء انفجار عفوي لخُراج في الكبد.[21]
- التهاب حاد في القولون يستدعي تدخلا جراحيا.

حين يتم تشخيص الإصابة بالعدوى، حتى دون ظهور أية أعراض، هنالك حاجة لمعالجة ضد الأميبة. وتتم المعالجة، عادة، بالمضادات الحيوية (Antibiotics) التي تعمل داخل التجويف المعوي فقط ولا تتغلغل في سائر أجزاء الجسم. إن سبب اللجوء إلى المعالجة بمثل هذه المضادات الحيوية، هو الخشية من تفاقم الأمور نحو مرض أكثر خطورة، والخوف أيضا على صحة الجمهور خشية انتقال العدوى إلى أناس آخرين.
بالمقابل، إذا كان انتقال العدوى مرتبطا بالإصابة بالمرض، فينبغي عندئذ الاستعانة بعلاج آخر بواسطة مضادات حيوية من نوع «مِترونيدازول» (Metronidazole– دواء مضاد للجراثيم والأميبات، وعلامته التجارية «فلاجيل» Flagyl).

## الوقاية
يمكن التقليل من احتمالية انتقال عدوى الزحار الأميبي بالمحافظة على النظافة العامة واتباع الإجراءات التالية:
1. العناية بنظافة الأغذية.
2. التبرز في مراحيض صحية.
3. عدم استعمال المواد البرازية كسماد إلا بعد حفظها مدة طويلة لقتل الحويصلات.
4. غسل الخضراوات بماء نظيف.
5. نظافة الأواني التي يؤكل بها.
6. عدم شرب الماء غير المعروف مصدره.
7. غلي الماء قبل شربه.
8. علاج المرض تحت إشراف طبي.
9. مقاومة الحشرات الناقلة للمرض، مثل الذباب والصراصير.

## معرض صور

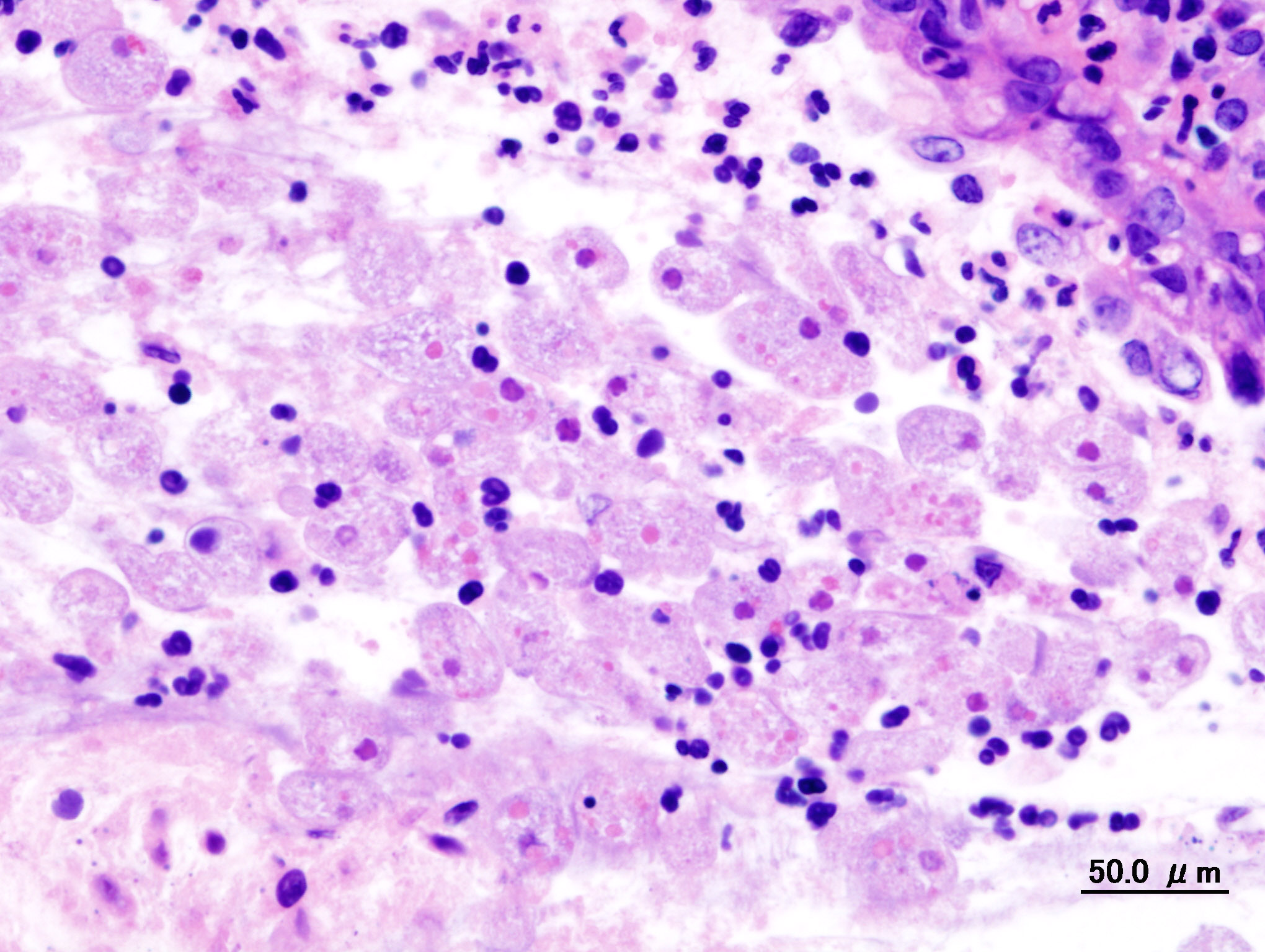
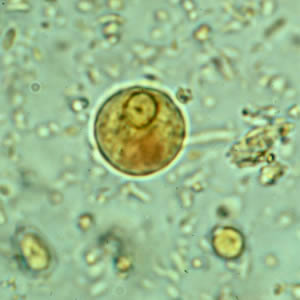
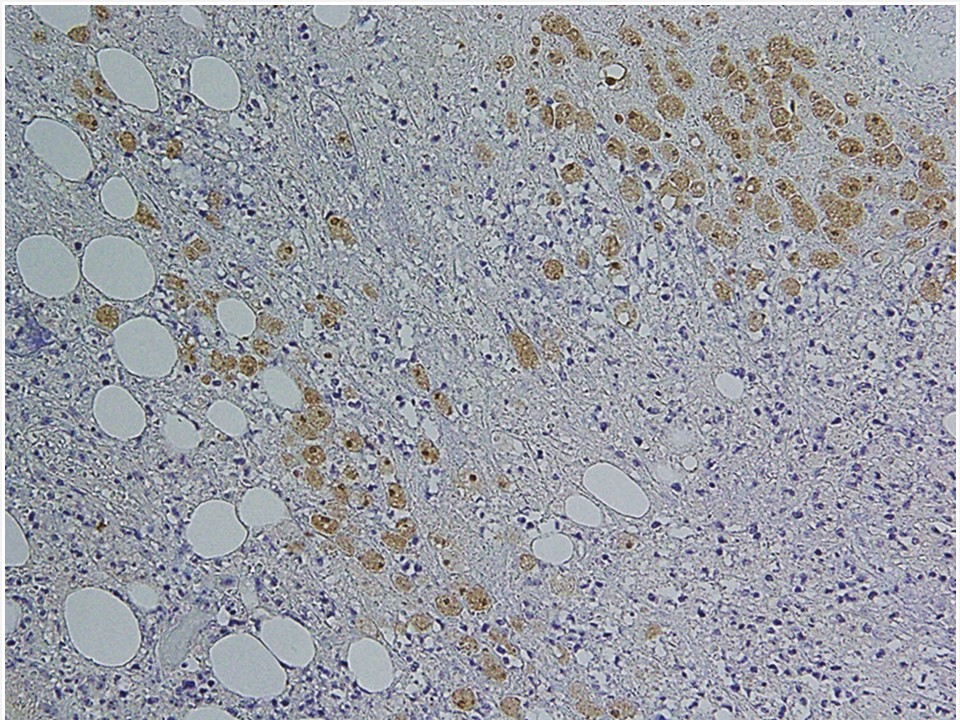